# Edu-kenya
Edu'Kenya est une association pour aider les enfants qui habitent au Kenya créée en 2013 et est enregistrée à l'ONG council la même année.

## But
Leur projet est d'avoir des camions transformés en bibliobus qui tournent autour des écoles, pour pouvoir donner aux enfants des livres, BD en anglais ou en swahili (la langue locale) et des affaires de sport comme des ballons de football.
Le Kenya est situé à l'est de l'Afrique et est bien connu pour ses safaris et ses plages. 
Edu'Kenya est majoritairement située à Busia, une ville frontière entre le Kenya et l'Ouganda. Ils veulent aider une école pour les handicapés et une école isolée.